# Gerry Clark
Gerald Stanley Clark (9 de mayo de 1927 – junio de 1999) fue un navegante, escritor y ornitólogo inglés. Destacó por sus trabajos de investigación ornitológicos sobre las islas subantárticas y por su circunnavegación de la Antártida en el yate Totorore que había construido él mismo.

## Primeros años
Clark nació en Colchester, Inglaterra, concurrió a una escuela como pupilo y posteriormente al Thames Nautical Training College, entonces llamado HMS Worcester. En 1944, incapacitado para alistarse en la Royal Navy a causa de un defecto en la vista, se alistó en la Marina Mercante Británica, trabajando en la línea Union-Castle en el Samflora Clase Liberty, y completando su entrenamiento como cadete durante un crucero de dos años de duración sin regresar a su casa. Al concluir su contrato con el Samflora se incorporó a la Straits Steamship Company, con base en Singapur, como oficial junior de barcos pequeños que realizaban actividades comerciales entre las islas del sudeste asiático.
En 1951, Clark regresó a Inglaterra para concurrir a cursos en el Warsash Maritime Centre en Southampton para obtener su certificado de Marino Licenciado. Mientras estaba allí se casó con Marjorie Ellen Bates quien luego lo acompañó a Singapur, donde tuvieron cuatro hijas. Allí Clark es primero ascendido a capitán y luego a Jefe Asistente Marino de una flota de cincuenta buques.

## Nueva Zelanda
En 1958 Clark y su familia se mudaron a Kerikeri en Nueva Zelanda, donde Clark compró la granja Homelands Orchard. Si bien inicialmente no les fue fácil, luego lograron progresar desarrollando pioneros cultivos ecológicos de cítricos y frutas subtropicales en la zona.
Clark comenzó a asistir a cursos de construcción de barcos, construyendo su primer yate, el Ketiga de 7 m en 1968, con el cual participó en la Primera Carrera de Yates Single-handed Trans-Tasman en 1970. En 1973 circunnavegó Nueva Zelanda, incluidas las islas de Chatham, Auckland y Campbell.

### La expedición Totorore
La expedición Totorore fue pensada como un viaje de circunnavegación de la Antártida para estudiar las aves marinas del Océano Antártico para contribuir a mejorar su conservación. Clark pasó siete años construyendo el Totorore un yate de 10 m (el nombre en maorí es el del pato petrel antártico) con madera de kauri, logrando botarlo en 1982.
El Totorore levó anclas en Kerikeri el 26 de febrero de 1983, regresando a puerto el 6 de noviembre de 1986, al cabo de 3 años, 8 meses y 16 días, luego de un recorrido de unos 71,000 km navegando hacia el este, alrededor y por el Océano Antártico y la península antártica, visitando gran cantidad de islas para observar y contar las aves marinas. La contribución ornitológica más significativa fue el descubrimiento en el sur de Chile de nuevas colonias de varias especies, y en Georgia del Sur donde realizó conteos detallados y precisos de albatros viajeros y pingüinos rey a lo largo de las costas. Durante gran parte de la expedición Clark estuvo acompañado y contó con la ayuda de uno o dos compañeros, pero a veces, como en el último segmento del viaje entre la isla Marion y Fremantle, Australia, estuvo solo y amenazado por mares bravos y la posibilidad de fallo de los equipos.
Durante los doce años siguientes Clark continuó interesado en la conservación de las aves marinas y las islas subantárticas de Nueva Zelanda, realizando numerosos viajes en el Totorore para colaborar con los investigadores del Departamento de Conservación de Nueva Zelanda en contar, cartografiar y estudiar las aves marinas. Fue en el curso de una de estas expediciones para recuperar transmisores satelitales utilizados para seguir el curso de los albatros que se reproducen en las Islas Antípodas, que el Totorore desapareció alrededor del 12 de junio de 1999 frente a la costa sur de la isla Antípodas, con Clark y su acompañante Roger Sale a bordo.

## Obra
Clark escribió un libro basado en extractos de su diario, sobre la expedición Totorore "The Totorore Voyage'’, el cual fue publicado en 1988. También escribió informes y trabajos en diversas publicaciones y boletines científicos sobre sus investigaciones, incluidos:
- Clark, G. (1983). Totorore expedition to southern Chile. Australasian Seabird Group Newsletter 18: 20–21
- Clark, G.S.; Meyer, A.P. von; Nelson, J.W.; Watt, J.N. (1984). Notes on the sooty shearwaters and other avifauna of the Chilean offshore island of Guafo. Notornis 31: 225–231
- Clark, G.S.; Goodwin, A.J.; Meyer, A.P. von.. (1984). Extension of the known range of some seabirds on the coast of southern Chile. Notornis 31: 320–324
- Clark, G.S. (1985). Cattle egrets near Antarctica in April. Notornis 32: 325
- Clark, G.S. (1986). Seabirds observed in the Pacific Southern Ocean during autumn. Australasian Seabird Group Newsletter 23: 1–15
- Clark, G.S.; Sale, C.S. (1986). Notes on the seabirds observed during the Totorore Expedition's voyage across the Drake Passage to the Antarctic Peninsula and return, April 1985. Australasian Seabird Group Newsletter 24: 5–7
- Clark, G.S. (1987). Seabird observations between South Georgia and South Africa from a sailing vessel. Cormorant 14: 20–30
- Clark, G.S. (1989). Cape pigeons breeding and Westland black petrels seen at Chatham Islands. Notornis 36: 51–52.
- Bourne, W.R.P.; Brooke, M. de L.; Clark, G.S.; Stone, T. (1992). Wildlife conservation problems in the Juan Fernández archipelago, Chile. Oryx 26: 43–51.
- Clark, G.S.; Cowan, A.; Harrison, P.; Bourne, W.R.P. (1992). Notes on the seabirds of the Cape Horn islands. Notornis 39: 133–144.
- Tennyson, A.J.D.; Mayhill, R.C.; Clark, G.S. (1993). A visit to The Pyramid and the Murumurus, Chatham Islands. Tane 34: 171–179.
- Clark, G.; Amey, J.; McAllister, G. (1995). Unexpectedly large number of wandering albatrosses (Diomedea exulans) breeding on Antipodes Island, New Zealand. Notornis 42: 42–46.
- Clark, G.; Robertson, C.J.R. (1996). New Zealand whitecapped mollymawks (Diomedea cauta steadi) breeding with black-browed mollymawks (D. melanophrys melanophrys) at Antipodes Islands, New Zealand. Notornis 43: 1–6.
- Clark, G.; Booth, A.; Amey, J. (1998). The Totorore expedition to the Bounty Islands, New Zealand, October 1997 to January 1998. Unpublished report to Department of Conservation, Southland Conservancy, Invercargill. 64 pp.